# Украинские танцовщицы
«Украинские танцовщицы» (также «Танцовщицы в украинском платье», или «Русские танцовщицы») — тематическая серия пастелей Эдгара Дега, изображающая украинских женщин, исполняющих народные танцы. Эти картины были созданы в 1890-х и начале 1900-х годов и, вероятно, созданы под впечатлением выступлений украинских танцоров в Париже во второй половине 1890-х годов: в Париж прибыли несколько танцевальных трупп из Восточной Европы, и выступали в «Мулен Руж», «Фоли-Бержер», «Казино де Пари» и в пивном ресторане, располагавшемся рядом с домом, в котором проживал Эдгар Дега.
Танцующие женщины приехали из Российской империи, поэтому на протяжении всего XX века эти картины атрибутировались как «русские танцовщицы» в английских и французских источниках, несмотря на обширные этнографические и искусствоведческие свидетельства украинского происхождения женщин.
Танцовщицы настолько его вдохновили, что он написал несколько пастелей с их изображением. На сегодняшний день девять работ, хранящихся в разных музеях и частных коллекциях.

## Название
Исследователи творчества Дега не позже 1949 года объединили работы в серию «Русские танцовщицы» (фр. Danseuses Russes), исходя из сходной тематической близости работ, изображающих танцовщиц в украинских (во французских источниках XIX века — «малороссийских», фр. petite-russien) костюмах.
Название серии является предметом постоянных дискуссий на протяжении многих лет и освещается в научной литературе.
Специалисты утверждают, что на картине изображены украинки, так как одеты они в традиционную украинскую одежду; кроме того, в волосы вплетены ленты жёлтого и голубого цвета (цвета украинского флага), повторяющиеся в венках на головах.
В связи со вторжением России на Украину в 2022 году картинам стало уделяться повышенное внимание. В апреле 2022 года Лондонская национальная галерея изменила название картины Дега на «Украинские танцовщицы», «чтобы название лучше отражало её сюжет». Работы в Метрополитен-музее и в Национальном музее Швеции получили название «Танцовщицы в украинском платье», представители шведского музея объясняют выбор названия тем, что невозможно достоверно установить, из какой части Российской империи происходили танцовщицы, но одеты они были в украинский народный костюм. Музей изящных искусств Хьюстона сохранил название «Русские танцовщицы»: по мнению директора музея, Дега, рисуя выглядящие украинскими костюмы, не стремился к аккуратности в этнографическом и культурном отношении.

## Список пастелей
Существуют по крайней мере 18 пастелей и набросков украинских танцовщиц Дега, в основном созданных во второй половине 1890-х.
Согласно классификации Лизы Биксентин (англ. Lisa Bixenstine), 6 из них — законченные пастели, 4 — незаконченные, и 8 набросков.
| Картина | Год       | Техника                                                   | Размер холста (см) | Каталог, Инв. №        | Коллекция                                     | Ссылки               |
| ------- | --------- | --------------------------------------------------------- | ------------------ | ---------------------- | --------------------------------------------- | -------------------- |
|         | 1894      | пастель                                                   | 54 × 34            | MS 390                 | Частная коллекция                             | [ 13 ]               |
|         | 1895      | пастель и уголь                                           | 48 × 67            | MS 392                 | Частная коллекция                             | [ 14 ]               |
|         | 1895      | бумага, пастель, уголь                                    | 98,3 × 75,5        | MS 1204, MS 1723       | Частная коллекция                             | [ 15 ] [ 16 ]        |
|         | 1895-1899 | калька, пастель, уголь                                    | 62 × 67            | MS 383 NMB 380         | Национальный музей Швеции (Стокгольм, Швеция) | [ 17 ] [ 18 ]        |
|         | 1898      | пастель, уголь                                            | 73 × 59            | MS 389                 | Частная коллекция                             | [ 19 ]               |
|         | 1898      | пастель, уголь и чёрный мел на бумаге, наклеена на картон | 67 × 57            | MS 394 2000.115        | Музей изящных искусств (Хьюстон)              | [ 20 ] [ 21 ]        |
|         | 1899      | калька, пастель, уголь                                    | 62,2 × 62,9        | MS 384 98.278          | Музей изящных искусств (Хьюстон)              | [ 22 ] [ 23 ]        |
|         | 1899      | бумага, пастель                                           | 62,9 × 64,7        | MS 385 1975.1.166      | Метрополитен-музей (Нью-Йорк)                 | [ 24 ] [ 25 ] [ 26 ] |
|         | 1899      | калька, пастель, уголь                                    | 61,9 × 45,7        | MS 387 29.100.556      | Метрополитен-музей                            | [ 27 ] [ 28 ]        |
|         | 1899      | пастель                                                   | 58,4 × 76,2        | MS 391                 | Частная коллекция                             | [ 29 ]               |
|         | 1899      | пастель и уголь на 5 листах, наклееых на картон           | 73 × 59,1          | MS 393, MS 1845 NG6581 | Лондонская национальная галерея               | [ 30 ] [ 31 ] [ 32 ] |
|         | 1899      | калька, пастель, уголь                                    | 59,3 × 38          | MS 1533                | Частная коллекция                             | [ 33 ]               |
|         | с. 1899   | бумага, пастель, уголь                                    | 63 × 60,8          |                        | Частная коллекция                             | [ 34 ]               |
|         | 1900-1905 | бумага, пастель, уголь                                    | 54 × 71,1          |                        | Частная коллекция                             | [ 35 ]               |